# شیرلی، داربی‌شر
شیرلی (به انگلیسی: Shirley) یک روستا و محله مدنی در بریتانیا است که در Derbyshire Dales واقع شده‌است.